# Mansueto Koscinski
Mansueto Estanislau Koscinski (1898-1951) foi um engenheiro silvicultor polonês, naturalizado brasileiro. Atuou no Serviço Florestal do Estado de São Paulo entre 1927 e 1951. Também foi membro-fundador do Instituto de Organização Racional do Trabalho (IDORT). 

## História

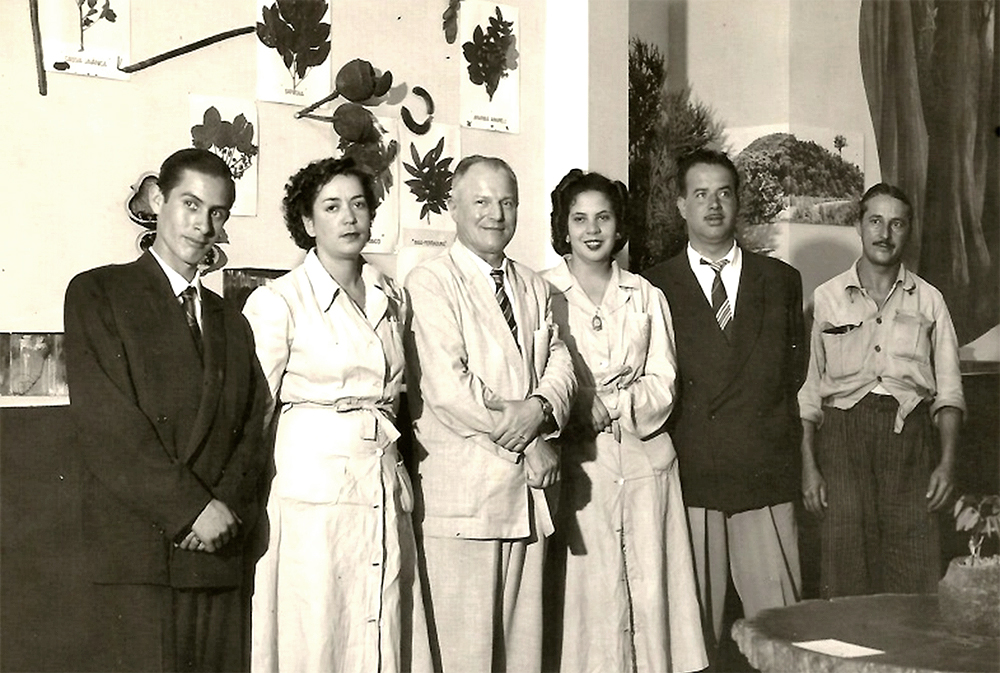
Mansueto Koscinski (de terno claro, terceiro da esquerda para a direita)

Mansueto Koscinski nasceu na Polônia em 1898. Desenvolveu seus estudos em seu país e na Áustria.
Imigrou para o Brasil entre 1924 e 1925 para fugir dos reflexos da Primeira Guerra e conquista soviética da Polônia. 
Iniciou suas atividades no Serviço Florestal em 1927, a convite de Octávio Vecchi, diretor geral da instituição na época. Teve sua situação funcional regularizada apenas em 1933 , quando se naturalizou brasileiro e teve seu diploma reconhecido. Alguns meses antes, assumiu a primeira chefia do Museu Florestal, mais tarde Museu Florestal Octávio Vecchi, onde desenvolvia pesquisas botânicas e silviculturais, especialmente no Arboreto da Vila Amália, um dos maiores arboretos já implantados na cidade de São Paulo, junto ao Parque Estadual Alberto Löfgren, e na Serra da Cantareira. Foi ainda um dos responsáveis pelo início da coleção botânica que hoje é o Herbário Dom Bento José Pickel (SPSF), acervo botânico oficial do Instituto Florestal. Faleceu em 1951, aos 53 anos de idade.
Após a morte de Mansueto Koscinki, em 1951, foi promulgada uma lei em caráter excepcional concedendo uma pensão à viúva Eugênia Koscinski. 

## Publicações
- O Pinheiro Brasileiro Na Silvicultura Paulista. Diretoria de Publicidade Agrícola, Secretaria da Agricultura de São Paulo, 1934
- Noções Práticas de Silvicultura Paulista. Diretoria de Publicidade Agrícola, Secretaria da Agricultura de São Paulo, 1938.
- Reflorestamento. São Paulo: Edições Melhoramentos, 1939
- Aproveitamento Racional das Florestas. Diretoria de Publicidade Agrícola, Secretaria da Agricultura de São Paulo, 1942
- O eucalipto. São Paulo: Edições Melhoramentos, 1948.

## Filiações
Mansueto Koscinski foi membro-fundador do Instituto de Organização Racional do Trabalho (IDORT), criado em 1931, conforme consta na nota "Problema Florestal - Racionalização do Trabalho e Silvicultura, publicada à página 6 do Correio Paulistano de 21 de julho de 1937 

## Homenagem
Em 2017, os pesquisadores científicos João Batista Baitello, do Instituto Florestal, e Marcelo Leandro Brotto, do Museu Botânico Municipal de Curitiba, descreveram uma nova espécie da família das Lauráceas, conhecidas popularmente como canelas. O nome científico da espécie “Ocotea koscinskii Baitello & Brotto” foi uma homenagem a Koscinski. Conforme consta na publicação científica que descreve a espécie, acerca da etimologia, "O epíteto específico é em homenagem ao Engenheiro Silvicultor Mansueto Stanislau Koscinski, in memoriam, pelos relevantes serviços à Botânica e à Silvicultura paulista e grande incentivador do cultivo e da preservação das florestas, prestados no então Serviço Florestal de São Paulo (1911/1970), atual Instituto Florestal" 